# Johannes Gropper

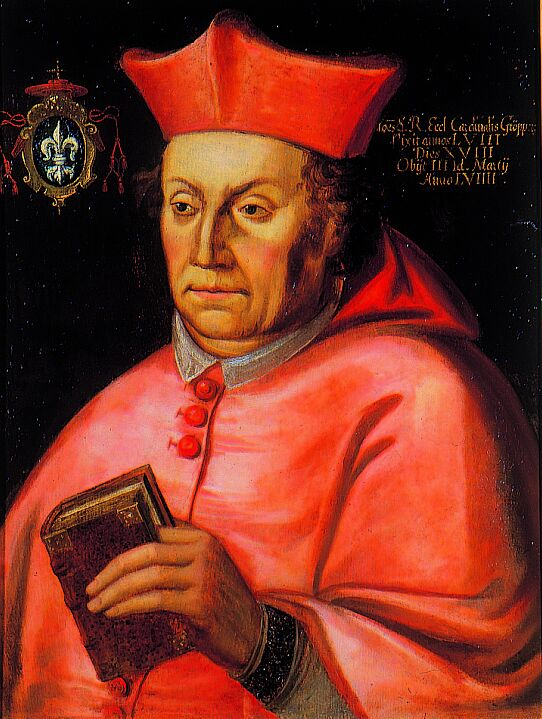
Johannes Gropper, porträtt (1555).

Johannes (eller Johann) Gropper, född 24 februari 1503 i Soest i Westfalen i Tyskland död 13 mars 1559 i Rom, var en av romersk-katolska kyrkans kardinaler.

## Biografi
Gropper, som var tillknuten den romerska kurian, var en lärd teolog som deltog som rådgivare för ärkebiskopen av Köln under riksdagen i Augsburg 1530. Där blev han bekant med Philipp Melanchthon och befattade sig senare ingående med protestanternas teologi. 
Han utgav Enchiridion, en handbok över den kristna läran, och presenterade där rättfärdiggörelseläran på ett sätt som lutheranerna kunde känna igen sig i, men som var fullt ut i överensstämmelse med romersk-katolsk lära vad gällde kyrkoteologi, sakramentalteologi, prästämbetet, hierarkin och påvens primat.  
Han deltog i religionssamtal med protestantene 1540 och 1541 i Hagenau, Worms och Regensburg, och förde ingående och vänliga teologiska samtal med reformatorer som Martin Bucer. 
Han var teologisk rådgivare vid Tridentinska mötet och räknas till den katolska trons "räddningsmän". Han skrev talrika skrifter till försvar av den katolska läran. 
Han blev utnämnd till kardinal den 20 december 1555 av påve Paul IV, men vägrade att benyttja sig av kardinalsvärdigheten, då han menade att han kunde verka mer effektivt för kyrkan i Tyskland utan att bära titeln. 
Under ett besök i Rom 1558, i avsikt att försöka förhindra att påven bekräftade domkapitlets val av greve Gebhard von Mansfeld till ärkebiskop av Köln, blev han ställd inför inkvisitionen. Men han lyckades påvisa att anklagelserna mot hans rättrohet inte var berättigade.